# Жако Ван Дормал
Жако̀ Ван Дормал (на френски: Jaco Van Dormael) е белгийски режисьор, сценарист и драматург.

## Биография
Жако Ван Дормал е роден на 9 февруари 1957 година в Иксел.
През 1980-те години режисира късометражни филми, които привличат вниманието на критиката. По-широка известност му донася дебютният му пълнометражен филм „Тото, героят“ („Toto le héros“, 1991). Той е последван от други успешни филми, като „Осмият ден“ („Le huitieme jour“, 1996), „Господин Никой“ („Mr. Nobody“, 2009) и „Съвсем Нов завет“ („Le Tout Nouveau Testament“, 2015).